# Lavoir public de Rachamps
L'ancien lavoir public de Rachamps est un édifice public classé du centre du village de Rachamps faisant partie de la commune belge de Bastogne dans la province de Luxembourg, en Wallonie.

## Contexte
Les lavoirs publics en Belgique commencent à être construits au XIXe siècle dans le but de répondre à des besoins de la population. On les retrouve surtout dans les communes rurales où la population peut venir laver son linge. Ils étaient l'un des endroits importants des villages jusqu'à l'invention des machines électriques (les lave-linges et les sèche-linges) et ne représentent aucun intérêt utilitaire depuis l'apparition de ces machines.

## Architecture
Situé au cœur du village, en contrebas et à une trentaine de mètres à l'ouest de l’église Saint-Lambert, l'ancien lavoir, d'une dimension approximative de 6 m sur 5 m, a été construit en moellons de schiste, pierre typiquement ardennaise. Il présente une seule et large ouverture sur sa face sud, les trois autres faces étant aveugles. Deux bacs rectangulaires en pierre (un grand et un petit) réceptionnent l'eau courante. Le bâtiment recouvert d'une toiture à deux pans en ardoises date probablement de la première moitié du XIXe siècle.
Le lavoir devait répondre à certains besoins. Typiquement rural, il était l’endroit où l’on venait laver son linge exclusivement. Il participait à la vie courante de la communauté paysanne et occupait une place importante au sein du village. Il était le lieu de rendez-vous des lavandières. Beaucoup de ces monuments n’ont malheureusement pas survécu à l’invention des machines électriques et les survivants restent aujourd’hui des témoins d’une époque révolue.

## Classement
Le lavoir est repris sur la liste du patrimoine immobilier classé de Bastogne depuis le 23 février 1983.